# 瓦特曼施特滕
瓦特曼施特滕是奥地利下奥地利州诺因基兴县的一个市镇。总面积21.44平方公里，总人口1626人，人口密度75.8人/平方公里（2005年）。